# Szinuhe

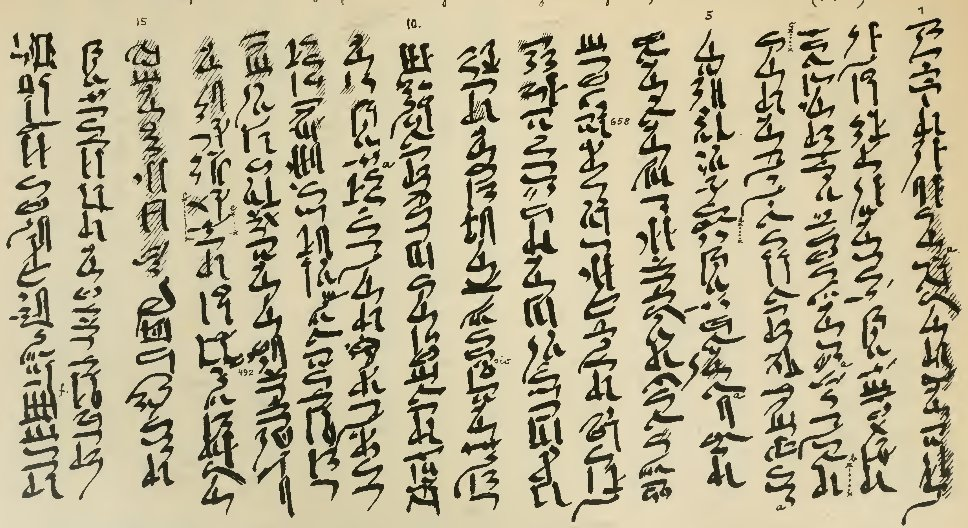
Szinuhe története papiruszon

Szinuhe története I. Amenemhat fáraó, Egyiptom 12. dinasztiájának megalapítója idején játszódik, és így az egyik legkorábbi ismert irodalmi mű a világon. Az elbeszélés valószínűleg valódi eseményeken alapul, ám ezt napjainkra többen kétségbe vonták.
Amenemhat halálával kezdődik, és Szinuhe élményeit meséli el, akinek tudomására jut a merénylet, mellyel meg akarják akadályozni az utódlását I. Szenuszertnek, akivel együtt tér haza a líbiai háborúból. Mivel félti az életét, nem teljesíti kötelességét Szenuszerttel szemben, és ahelyett hogy leleplezné a cselszövést, megszökik az országból. Szíriába jut, ahol elveszi egy déli, őt örökbe fogadó törzsfő lányát. Szenuszert túléli a merényletet és hatalomra jut, majd visszahívja Szinuhét, megbocsát neki, és királyi szolgálatba fogadja.

## Feldolgozás
Részben ez a történet ihlette Mika Waltari 1945-ben kiadott regényét, a Szinuhét, és az 1954-es hollywoodi filmeposzt (Szinuhe/The Egyptian), bár ezek a XVIII. dinasztia Ehnaton fáraója idejében játszódnak.

## Magyar fordítás
- Dobrovits Aladár: A paraszt panaszai. Óegyiptomi novellák. Magyar Helikon, Budapest, 1963